# Жункейрополис
Жункейрополис (порт. Junqueirópolis)  —  муниципалитет в Бразилии, штат Сан-Паулу. Является составной частью мезорегиона Президенти-Пруденти, входит в экономико-статистический микрорегион Драсена. Занимает площадь 582,836 км². На 2014 год население составляет 19 918 чел., плотность населения — 34,17 чел./км².

## История
Ещё в начале XX века территория будущего Жункейрополиса была не заселена и практически не исследована. Но в 1941 году здесь была начата прокладка железнодорожного пути.
В течение следующих нескольких лет Альваро де Оливейра Жункейра, богатый житель Сан-Паулу, начал скупать землю под кофейные плантации, а 1 ноября 1944 обосновал поместье Жункейра. Освоение земель продолжалось, много территории было продано инвесторам.
Официально Жункейрополис основан 14 июня 1949 года. Название муниципалитета образовано путём соединения фамилии Жункейра и суффикса -полис, означающего «город».

## География

### Климат
Климат в Жункейрополисе тропический. С ноября по апрель погода там жаркая и влажная, с мая по октябрь — холодная и сухая. Средняя температура 25 °C, с вариациями от 10 до 35 °C.

## Сельское хозяйство
За пределами городской территории Жункейрополиса много холмов, произрастает большое количество полезных сельскохозяйственных культур, процветающих в субтропическом климате. По этой причине муниципалитет носит прозвище Cidade Verde — Зелёный город.
Достаточно важным составляющим местной экономики является ацерола — растение с сочными плодами, в которых содержится большое количество витамина C (из-за этого Жункейрополис ещё называют «ацероловой столицей»). Также там выращивают много винограда, используемого для приготовления высококачественного вина, кукурузы, кофе и хлопка.

## Статистика
- Валовой внутренний продукт на 2003 составляет 110.866.698,00 реалов (данные: Бразильский институт географии и статистики).
- Валовой внутренний продукт на душу населения на 2003 составляет 6.629,20 реалов (данные: Бразильский институт географии и статистики).
- Индекс развития человеческого потенциала на 2000 составляет 0,766 (данные: Программа развития ООН).